# Zonitoschema celebensis
Zonitoschema celebensis es una especie de coleóptero de la familia Meloidae.

## Distribución geográfica
Habita en la isla de Célebes (Indonesia).